# Air America (serial telewizyjny)
Air America to amerykańsko-kanadyjski serial telewizyjny, oparty na filmie pod tym samym tytułem.

## Krótki opis
W latach 1998–1999 amerykańska telewizja syndykacyjna wyemitowała 22 z powstałych 26 odcinków. Serial emitowany był także przez światowe telewizje, m.in. w Szwecji, Francji, Szwajcarii (1999) oraz na Węgrzech (2000). Bohaterami serialu są: Rio (Lorenzo Lamas) i Wiley (Scott Plank), piloci Air America.

## Obsada
- Lorenzo Lamas − Rio Arnett (wszystkie 26 odcinków)[1]
- Arthur Roberts − Jenner (26)
- Scott Plank − Wiley Ferrell (26)
- Diana Barton − Alison Stratton (26)
- Shauna Sand − Dominique (14)
- Gary Wood − Edward Furman (12)
- Gilbert Montoya − Pablo (8)
- John Bennett Perry − Frank Arnett (6)
- Gary Hudson − Henry Stanley (5)
- Karmin Murcelo − Alma (4)
- Peter Antoniou jako głos (3)
- Will Cary Glieberman − młody Rio Arnett (3)
- Al Rodrigo − Fernando Guerrero (2)
- Fabiana Udenio − Isabella Fellini (2)
- Scott Manning − nieznany mężczyzna (2)
- Ben Murphy − Cornelius Stratton (1)
- Eddie Velez − Carlos Rey de Lupos (1)
- Ismael Carlo − sekretarz Morales (1)